# Betula glandulosa
Betula glandulosa là một loài thực vật có hoa trong họ Betulaceae. Loài này được Michx. mô tả khoa học đầu tiên năm 1803.

## Hình ảnh

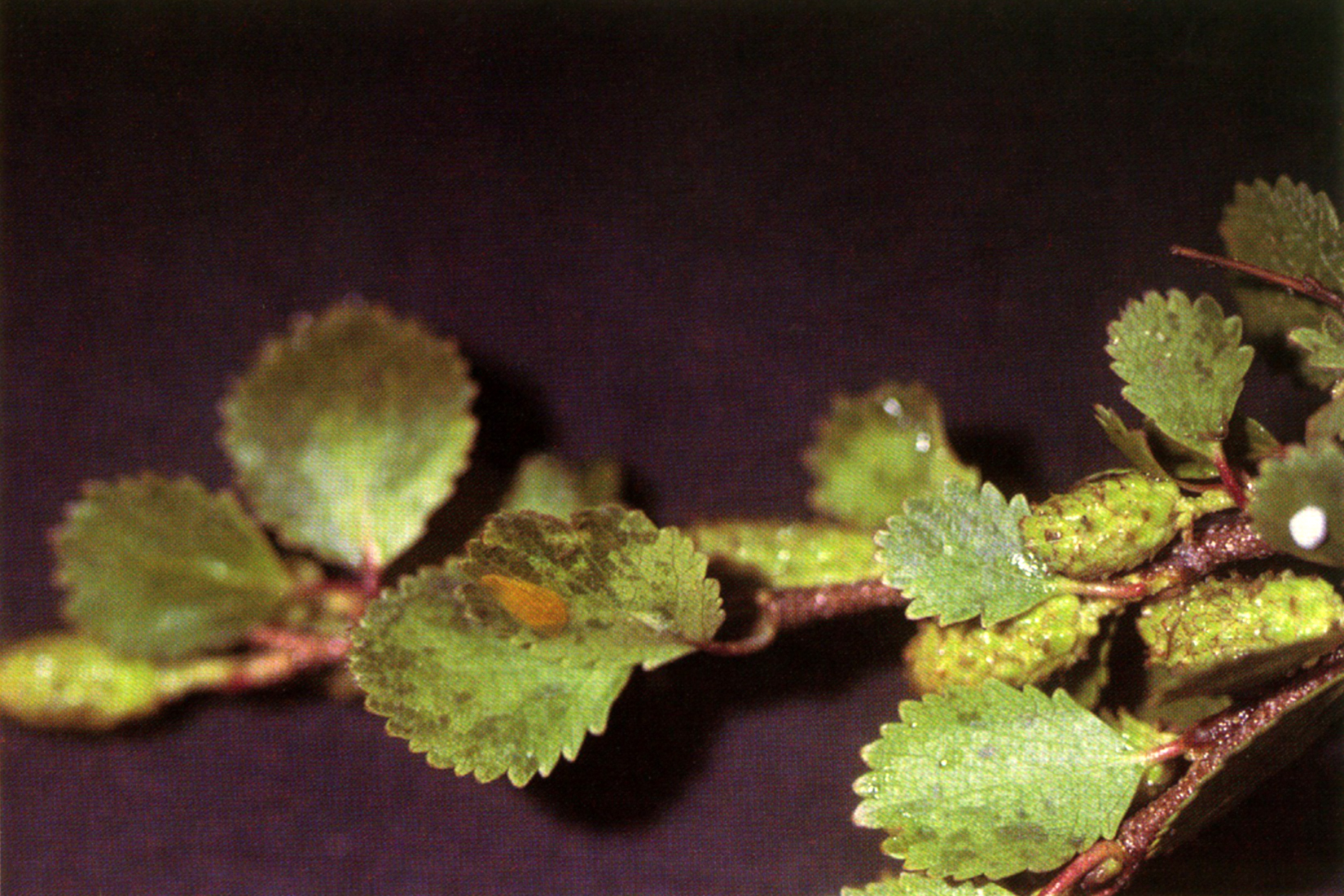
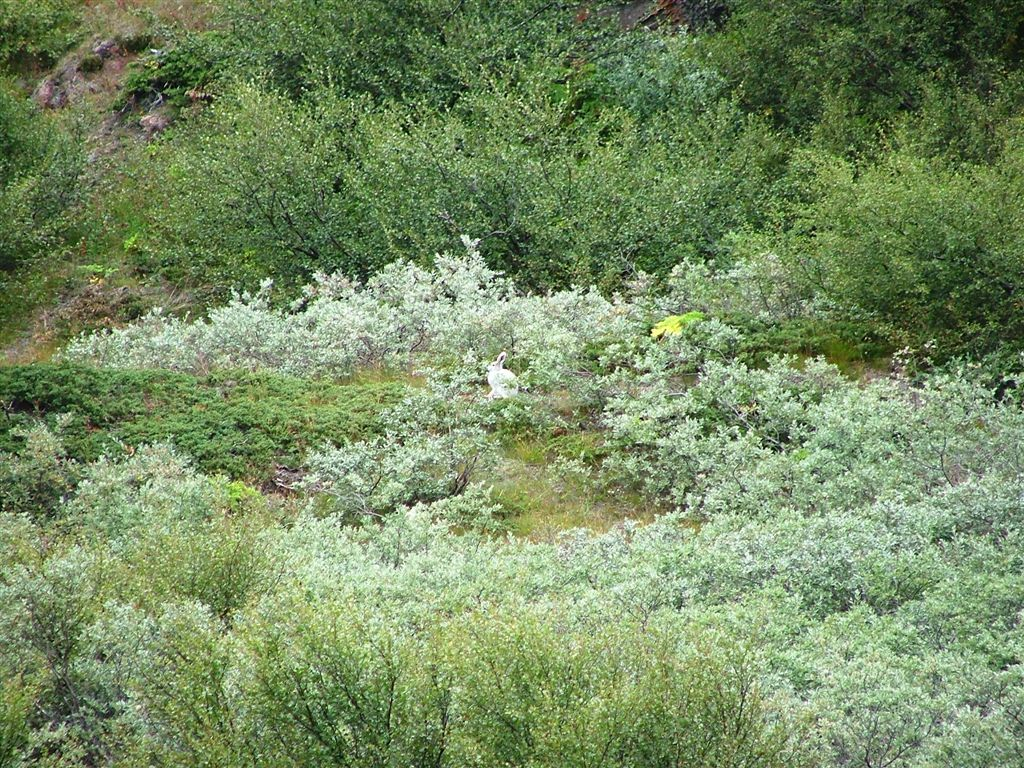
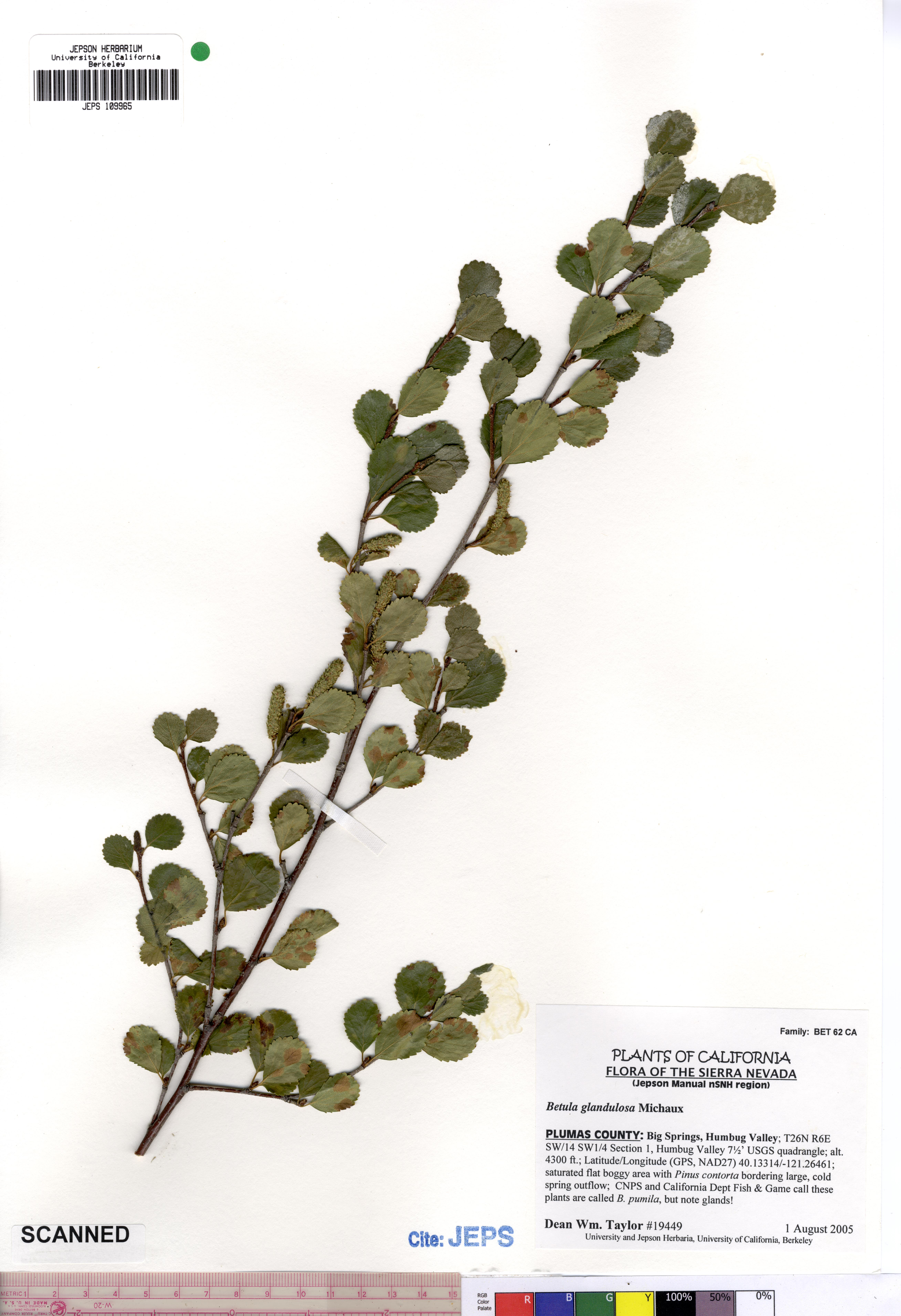
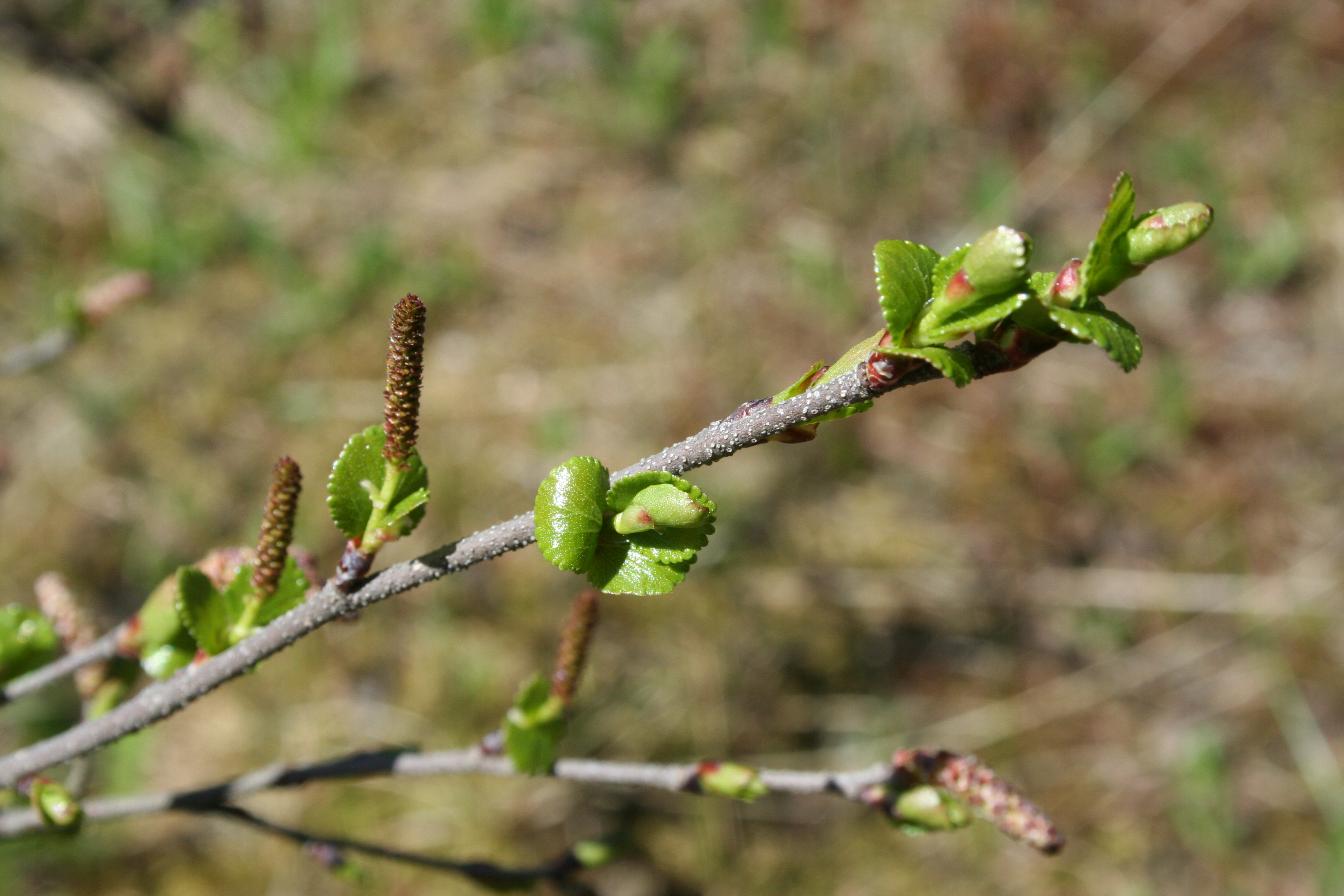